# Chromogisaurus
Chromogisaurus („ještěr s barvou země“) byl rod poměrně primitivního sauropodomorfního dinosaura, popsaného paleontologem M. D. Ezcurrou v roce 2010 ze slavného argentinského souvrstí Ischigualasto.

## Popis
Stáří vrstvy, ve které byly fosilie tohoto dinosaura objeveny, činí kolem 228 milionů let (počátek svrchního triasu). Šlo tedy o jednoho z vůbec nejstarších známých neptačích dinosaurů. Holotyp s označením PVSJ 846 sestává z fragmentů předních i zadních končetin, pánve a dvou kaudálních obratlů; lebka se nedochovala. Tento býložravec byl zaživa asi 1,5 až 2 metry dlouhý, kolem 13 kilogramů vážící a zřejmě převážně kvadrupední. Byl příbuzný primitivním sauropodomorfům, jako byly rody Guaibasaurus, Agnosphitys, Panphagia a Saturnalia.